# Tàn Thể
Tàn Thể (tên tiếng Anh: Broken Being) là một thế giới truyện viễn tưởng, lấy bối cảnh thế giới tương lai hậu tận thế, được xây dựng bởi DeeDee Animation Studio từ năm 2018, với đạo diễn Đặng Hải Quang, nhà biên kịch Phạm Đình Hải, Nguyễn Thu Giang, Hà Quang Minh, và họa sĩ Hà Huy Hoàng.

## Lịch sử
Tháng 4 năm 2019, DeeDee Animation Studio chính thức phát hành bộ phim hoạt hình ngắn “Tàn Thể: Tiền Truyện” trên các kênh mạng xã hội, đánh dấu màn ra mắt khán giả đầu tiên của thế giới Tàn Thể. Không lâu sau đó, DeeDee Animation Studio cho biết có dự định sẽ phát triển "Tàn Thể" thành một series phim hoạt hình.

### Tàn Thể: Tiền Truyện
Ngày 1 tháng 4 năm 2019, DeeDee Animation Studio cho ra mắt bộ phim hoạt hình ngắn “Tàn Thể: Tiền Truyện” trên các kênh mạng xã hội Facebook, YouTube và Vimeo, và là sản phẩm sáng tạo đầu tiên được ra mắt của thế giới viễn tưởng Tàn Thể.

### Sản xuất
Phim ngắn “Tàn Thể: Tiền Truyện” được thực hiện theo phong cách hoạt hình 2D, có thời lượng 11 phút, và hướng đến đối tượng khán giả trên 16 tuổi. Quá trình sản xuất bộ phim được thực hiện trong vòng 2 tháng bởi đội ngũ của DeeDee Animation Studio. Kịch bản phim được viết bởi đạo diễn Đặng Hải Quang, cùng biên kịch Nguyễn Thu Giang và Phạm Đình Hải. Bên cạnh đó, thiết kế nghệ thuật, hình ảnh của phim được thực hiện bởi đạo diễn nghệ thuật Hà Huy Hoàng, đạo diễn hoạt hình Đoàn Anh Kiệt, họa sĩ bối cảnh Nguyễn Ngọc Linh, cùng các thành viên khác.
Thế giới Tàn Thể hiện lên trong “Tàn Thể: Tiền Truyện” là một thế giới viễn tưởng, nhưng vẫn mang đậm bản sắc văn hóa phương Đông, đặc biệt là văn hóa Việt Nam. DeeDee Animation Studio cho biết, nhiều yếu tố trong phim được chuyển thể từ những niềm cảm hứng từ lịch sử, văn hóa của Việt Nam, điển hình như: bà Đồng, phong cách kiến trúc, phong cách thời trang, văn hóa tôn giáo tín ngưỡng, lễ hội làng quê...

### Nội dung
Nội dung của bộ phim ngắn “Tàn Thể: Tiền Truyện” lấy bối cảnh một Tịnh Thổ bình yên, nơi loài người sống trong hòa bình, hạnh phúc, bên cạnh lòng thờ kính dành cho thần linh. Bộ phim kể về một chàng trai trẻ, trong cơn thương nhớ vị hôn thê quá cố của mình, bèn liều mạng tìm đường tới Thiên Cung (nơi truyền thuyết kể rằng, là nơi người đã khuất tìm về với vĩnh hằng), với hy vọng gặp lại được tình yêu của đời mình. Tuy nhiên, chuyến hành trình ấy mang lại cho chàng trai một khám phá bí mật, đập tan cách anh nhìn nhận thực tại của chính mình.
Bộ phim được thực hiện theo thể loại chính kịch, tình cảm, và khoa học viễn tưởng.

## Ảnh hưởng
Sau khi được chính thức phát hành, bộ phim đã đón nhận những phản hồi tích cực từ phía cộng đồng mạng, cũng như những cá nhân có uy tín trong lĩnh vực chuyên môn, từ cả trong và ngoài nước, như Stephen Silver hay Thomas Perkins. Bộ phim cũng được giới truyền thông báo chí, điển hình như Dân Trí, Vietnamnet, Tiền Phong...; nhận định là phim hoạt hình thuần Việt đầu tiên trong lịch sử hướng tới đối tượng xem là người lớn. Trong đó, theo Dân Trí, bộ phim hoạt hình “Tàn Thể: Tiền Truyện” “đã làm thay đổi diện mạo của hoạt hình Việt Nam”. Bộ phim sau đó cũng được chính thức giới thiệu trên chương trình Chuyển Động 24h trên kênh VTV1.
Bên cạnh những phản hồi tích cực của khán giả, “Tàn Thể: Tiền Truyện” cũng được trình chiếu và nhận giải thưởng tại một số các liên hoan phim có uy tín khắp thế giới, điển hình như:
- Giải Phim 2D Xuất sắc nhất tại Khem Animation Film Festival, Hoa Kỳ
- Lọt chung kết tại Montreal International Animation Film Festival – Animaze, Canada
- Lọt bán kết tại FILMSshort Online Film Festival
- Được trình chiếu chính thức tại Cambodia International Film Festival 2019, Campuchia
- Được trình chiếu chính thức tại Athens Animest 2019, Hy Lạp
- Được trình chiếu chính thức tại Lift-off Global Network Tokyo 2019, Nhật Bản
- Được trình chiếu chính thức tại La Guarimba International Film Festival, Italia
- Được trình chiếu chính thức tại Seoul Webfest, Hàn Quốc
- Được trình chiếu chính thức tại Chaniartoon, International Comic & Animation Festival 2019, Hy Lạp